# Zoysia sinica
Zoysia sinica là một loài thực vật có hoa trong họ Hòa thảo. Loài này được Hance miêu tả khoa học đầu tiên năm 1869.